# 任内明

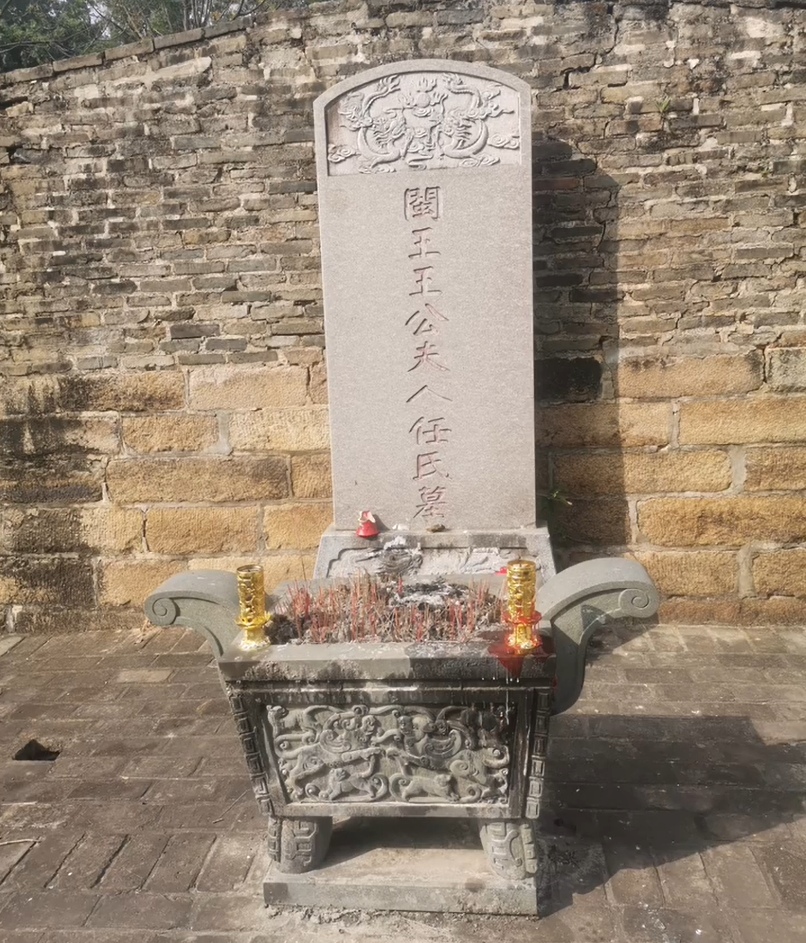
任内明墓

任内明（865年—918年7月2日），字昭华，是中國五代十国时期閩國开国君主太祖王審知的夫人。乐安郡人，不知世系，王審知在位時，被封為魏國尚贤夫人。幾年後，任夫人去世。葬在福州鳳池山，与其夫王審知合葬。王审知之子王延鈞称帝後，追諡嫡母任内明為皇后。